# На прощаване в 1868 г.
„На прощаване в 1868 г.“ е стихотворение изповед от Христо Ботев. За първи път творбата е публикувана във втория брой на вестник „Дума на българските емигранти“ на 25 юни 1871 г. През 1875 година Ботев я публикува (втора редакция) в стихосбирката „Песни и стихотворения от Ботйова и Стамболова“.
Ботев пише стихотворението през бунтовната 1868 година в Браила, когато участва много активно в подготовката на четата на Желю войвода и е избран за неин секретар. След като четата на Хаджи Димитър и Стефан Караджа преминава през р. Дунав в България, под натиск на Турция румънското правителство арестува Жельо войвода и други революционери и така преминаването на следващи чети е осуетено.
Революционерът Киро Тулешков разказва в спомените си как Христо Ботев написва творбата:
„Един ден аз отидох в българското кафене „Стара планина“ и го заварих седнал до една маса, вдълбочил се и пише. Приближих се до него и го попитах какво дращи, а той нито главата си дигна да ме погледне, нито ми отговори. Оставих го спокоен и седнах настрана при друга маса. След няколко минути той престана до пише и си дигна главата. Като ме съгледа, поздрави ме и ме попита кога съм дошъл. Повика ме при себе си и почна да ми чете стихотворението „На прощаване“, което каза, че е написал в кафенето... 
 – Аз съм уверен – продължи той после, – че щом освободят дяда Желя, то ние пак ще можем да преминем...“ 
Още преди Освобождението творбата добива голяма популярност и започва да се разпространява като песен. Известни са нейни преписи, като изследователи допускат, че в основата на някои от тях лежи най-ранен, пръв вариант на стихотворението, който Ботев не е отпечатал, но който е бил широко известен.
Васил Левски записва песента в своя джобен бележник. Някои изменения и съкращения в преписа показват, че той я е знаел наизуст. Текстът на преписа е по-близък до първата редакция на стихотворението. „На прощаване“ е записано и в един плевенски сборник-песнопойка с надслов „Друга песен за бунтовниците и бележка към преписа „Изпета от В. Левски в 1870 г.“ Стихотворението е преписвано и в сборниците на учителите революционери от Бяла черква.

## Текст
Не плачи, майко, не тъжи,

че станах азе хайдутин,

хайдутин, майко, бунтовник,

та тебе клета оставих

за първо чедо да жалиш!

Но кълни, майко, проклинай

таз турска черна прокуда,

дето нас млади пропъди

по тази тежка чужбина -

да ходим да се скитаме

немили, клети, недраги!

Аз зная, майко, мил съм ти,

че може млад да загина,

ах, утре като премина

през тиха бяла Дунава!

Но кажи какво да правя,

кат си ме, майко, родила

със сърце мъжко, юнашко,

та сърце, майко, не трае

да гледа турчин, че бесней

над бащино ми огнище:

там, дето аз съм пораснал

и първо мляко засукал,

там, дето либе хубаво

черни си очи вдигнеше

и с онази тиха усмивка

в скръбно ги сърце впиеше,

там дето баща и братя

черни чернеят за мене!...

Ах, мале – майко юнашка!

Прости ме и веч прощавай!

Аз вече пушка нарамих

и на глас тичам народен

срещу врагът си безверни.

Там аз за мило, за драго,

за теб, за баща, за братя,

за него ще се заловя,

пък... каквото сабя покаже

и честта, майко, юнашка!

А ти, 'га чуеш, майнольо,

че куршум пропей над село

и момци вече наскачат,

ти излез, майко – питай ги,

де ти е чедо остало?

Ако ти кажат, че азе

паднал съм с куршум пронизан,

и тогаз, майко, не плачи,

нито пък слушай хората,

дето ще кажат за мене

„Нехранимайка излезе“, -

но иди, майко, у дома

и с сърце сичко разкажи

на мойте братя невръстни,

да помнят и те да знаят,

че и те брат са имали,

но брат им падна, загина,

затуй, че клетник не трая

пред турци глава да скланя,

сюрмашко тегло да гледа!

Кажи им, майко, да помнят,

да помнят, мене да търсят:

бяло ми месо по скали,

по скали и по орляци,

черни ми кърви в земята,

земята, майко, черната!

Дано ми найдат пушката,

пушката, майко, сабята,

и дето срещнат душманин

със куршум да го поздравят,

а пък със сабя помилват...

Ако ли, майко, не можеш

от милост и туй да сториш,

то 'га се сберат момите

пред назе, майко, на хоро

и дойдат мойте връстници

и скръбно либе с другарки,

ти излез, майко, послушай

със мойте братя невръстни

моята песен юнашка -

защо и как съм загинал

и какви думи издумал

пред смъртта си и пред дружина…

Тъжно щеш, майко, да гледаш

ти на туй хоро весело,

и като срещнеш погледът

на мойто либе хубаво,

дълбоко ще ми въздъхнат

две сърца мили за мене -

нейното, майко, и твойто!

И две щат сълзи да капнат

на стари гърди и млади…

Но туй щат братя да видят

и кога, майко, пораснат,

като брата си ще станат -

силно да любят и мразят…

Ако ли, мале, майноле,

жив и здрав стигна до село,

жив и здрав с байряк във ръка,

под байряк лични юнаци,

напети в дрехи войнишки,

с левове златни на чело,

с иглянки пушки на рамо

и с саби-змии на кръстът,

о, тогаз, майко юнашка!

О, либе мило, хубаво!

Берете цветя в градина,

късайте бръшлян и здравец,

плетете венци и китки

да кичим глави и пушки!

И тогаз с венец и китка

ти, майко, ела при мене,

ела ме, майко прегърни

и в красно чело целуни -

красно, с две думи заветни:

свобода и смърт юнашка!

А аз ще либе прегърна

с кървава ръка през рамо,

да чуй то сърце юнашко,

как тупа сърце, играе;

плачът му да спра с целувка,

сълзи му с уста да глътна...

Пък тогаз... майко, прощавай!

Ти, либе, не ме забравяй!

Дружина тръгва, отива,

пътят е страшен, но славен:

аз може млад да загина…

Но... стига ми тая награда -

да каже нявга народът:

умря сиромах за правда,

за правда и за свобода…